# Metravib Defence
Vous pouvez aider à l'améliorer ou bien discuter des problèmes sur sa page de discussion.
- Il ne s’appuie pas, ou pas assez, sur des sources secondaires ou tertiaires. (Marqué depuis août 2020)

- Archive Wikiwix
- Bing
- Cairn
- DuckDuckGo
- E. Universalis
- Gallica
- Google
- G. Books
- G. News
- G. Scholar
- Persée
- Qwant
- (zh) Baidu
- (ru) Yandex
- (wd) trouver des œuvres sur Wikidata

Metravib Defence est une filiale du groupe français ACOEM, spécialisée dans les détecteurs de tirs acoustiques pour la défense, la protection des soldats, des sites sensibles et des véhicules.

## Historique
Metravib Defence est à l'origine une filiale de l'entreprise Metravib, née en 1968 dans la région de Lyon et spécialisée dans l'analyse des vibrations et de leurs conséquences, ainsi que l'utilisation des vibrations à diverses fins de diagnostic,. Metravib développe initialement un système baptisé Pilarw et destiné à détecter la provenance de tirs de snipers. Un système dénommé SLATE (Système de Localisation Acoustique de Tireur Embusqué) a été acquis par l'armée française en 2011 à titre d'essai.
Metravib Defence fait ses premiers pas dans l'industrie de l'armement dans les années 1990, en travaillant avec la Délégation générale pour l'armement (DGA) pour étudier la signature acoustique des sous-marins. La DGA et la section technique de l'Armée de terre (STAT), la section du génie de l'armée française, ont ensuite chargé Metravib de trouver une solution pour la détection des tirs, un moyen d'aider les soldats qui se trouvent sous le feu sans savoir précisément d'où viennent les tirs.
Le PILAR V équipe les véhicules blindés du programme Scorpion de l'armée de terre française, dont le VBMR Griffon et l'ERBC Jaguar. Le système est également présent sur le VIPG Centaure de la gendarmerie nationale.
METRAVIB est membre du groupement des industries françaises de défense et de sécurité terrestres et aéroterrestres (GICAT)

## Produits
L'entreprise commercialise plusieurs produits, parmi lesquels :
- PILAR V, un détecteur acoustique de tirs adverse.
- PEARL, créé en 2013, un système monté sur une arme qui localise, avec précision et en temps réel, les tirs d'armes de petit et moyen calibre, en se basant sur les ondes sonores générées par le tir.

## Utilisateurs
- Armée française[12]
- Armée de l'air indonésienne[13].
- Émirats arabes unis, via le système Galix de contre-mesures de l'entreprise Lacroix, incorporé à plusieurs véhicules utilisés par les forces armées émiraties, notamment dans la guerre au Yémen de la seconde moitié des années 2010[14].